# Червінкін-Корольов Іван Іванович
Іван Іванович Червінкін-Корольов (нар. 5 жовтня 1919 Жмеринка — 17 листопада 2016 Івано-Франківськ) — радянський та український історик, кандидат історичних наук, доцент. Декан історичного факультету ПНУ ім.Василя Стефаника 1968—1976. Дослідник питання англо-американської та білогвардійської боротьби проти комунізму. Учасник Другої світової війни

## Біографія
Іван Іванович Червінкін-Корольов народився 5 жовтня 1919 року у місті Жмеринці. В 1937 році закінчив школу, планував вступити до військового училища, проте за станом здоров'я не пройшов медичну комісію. Того ж року вступив на спеціальність інженера до Харківського електронного інституту. Уже в жовтні 1937 р. відрахований з власного бажання. В 1938 році успішно вступив на історичний факультет Московського державного університету імені М. В. Ломоносова.
Іван Іванович навчався в  відомих істориків, зокрема: доктора історичних наук, професора Базилевича Костянтина Васильовича та доктора історичних наук, професора Бахрушина Сергія Володимировича (учень Ключевського).
В 1941 році вступив до РСЧА, будував окопи під Смоленськом та дзоти під Москвою. В 1942 році евакуйований разом з університетом в м.Ташкент, отримав диплом історика.
В 1943 році  працює вчителем історії в місті Арись.
1954 закінчив аспірантуру в Ленінградському відділенні АН СРСР. Тема кандидатської дисертації: "Розгром іноземних інтервентів і білогвардійців під Петроградом в 1919 році. Про роль американсько-англійського імперіалізму в поході Юденича на Петроград."
В 1955 року розпочав працювати в Станіславському педагогічному інституті, і працював до 1991 року до свого виходу на пенсію.
Наукові дослідження Івана Івановича охоплювали проблеми історії громадянської війни та іноземної інтервенції, дипломатичної історії, розвитку демократичного руху в Україні на початку ХХ-го століття. Опублікував понад тридцять наукових робіт. 
Помер 17 листопада 2016 року в місті Івано-Франківськ.

## Нагороди
- СРСР Медаль «За доблестный труд в Великой Отечественной войне»
- СРСР Медаль «Ветеран праці»
- СРСР Медаль Двадцять років перемоги у ВВВ
- СРСР Медаль Тридцять років перемоги у ВВВ
- СРСР Медаль Сорок років перемоги у ВВВ
- СРСР Медаль В ознаменування 100-річчя з Дня народження Леніна
- Україна Медаль 60 років визволення України від нацизму
- Україна Медаль 70 років визволення України від нацизму
- Україна Медаль 70 років перемоги над нацизмом
- Україна Відмінник народної освіти
- Україна "За розвиток регіону" від Івано-Франківської ОДА[1]

## Праці
- До питання про антирадянські підступи англо-американської дипломатії в Фінляндії літом 1919 року // Наукові записки. Станіславський педагогічний інститут - серія історична. - Вип. 3. -К., 1958. - С. 51-69;

- Допомога США і Англії Юденичу в поході на Петроград восени 1919р. // Наукові записки. Станіславський педагогічний інститут-серія історична. - Вип. 4. -Станіслав, 1960. - С. 93-115;
- Антивоєнні виступи демократичного студентства (серпень 1914-лютий 1916)// Укр. іст. журн. - 1975. - № 8.